# نهائي كأس الكؤوس الأوروبية 1987
نهائي كأس الكؤوس الأوروبية 1987 هي المباراة النهائية من منافسة كأس الكؤوس الأوروبية 1986–87، أقيمت المباراة في 13 مايو 1987، في ملعب أثينا الأولمبي، بين فريقي أياكس أمستردام، ولوكوموتيف لايبزيغ، وفاز فيها أياكس أمستردام، بعد أن هزم لوكوموتيف لايبزيغ، بنتيجة 1 - 0، وكان حكم المباراة لويجي أغنولين، وحضر المباراة 35000 شخصاً.

## تفاصيل المباراة
لعبت المباراة النهائية في 13 مايو 1987.
| أياكس أمستردام | 1 -0 | لوكوموتيف لايبزيغ |
| -------------- | ---- | ----------------- |
|                |      |                   |